# Lostine
Lostine es una ciudad ubicada en el condado de Wallowa en el estado estadounidense de Oregón. En el año 2000 tenía una población de 263 habitantes y una densidad poblacional de 327 personas por km².

## Geografía
Lostine se encuentra ubicada en las coordenadas 45°29′20″N 117°25′49″O / 45.48889, -117.43028.

## Demografía
Según la Oficina del Censo en 2000 los ingresos medios por hogar en la localidad eran de $31,538 y los ingresos medios por familia eran $35,536. Los hombres tenían unos ingresos medios de $31,250 frente a los $16,667 para las mujeres. La renta per cápita para la localidad era de $13,388. Alrededor del 13.3% de la población estaban por debajo del umbral de pobreza.

## Localidades adyacentes
Diagrama de las localidades a un radio de 16 km a la redonda de Long Neck. 